# Geert Verschaeve
Geert Verschaeve (°1957) is een Belgisch trombonist en dirigent.

## Levensloop
Hij studeerde aan het Koninklijk Conservatorium in Gent, waar hij een Eerste Prijs voor trombone en kamermuziek behaalde.
Na zijn studies was hij een tijdje solo-trombonist bij de Vlaamse Opera, maar niet lang nadat hij die functie opgenomen had besloot hij een andere koers te volgen en werd hij leraar. Momenteel is hij nog steeds leraar koper en jazz aan de Stedelijke Academie voor Muziek en Woord van Harelbeke en docent trombone, tuba, trompet en samenspel aan de Kunsthumaniora van Gent.
Hij is eveneens een veelgevraagd trombonist in diverse Belgische orkesten, waaronder de Beethovenacademie, het Nationaal Orkest van België, het Filharmonisch Orkest van Luik en I Fiamminghi.
Sedert 1985 is hij dirigent van het Koninklijk Harmonieorkest "Vooruit" te Harelbeke, waarmee hij talrijke successen in binnen- en buitenland boekte.
- Gemeinsame Normdatei: 1070572527
- International Standard Name Identifier: 0000 0004 4799 6976
- MusicBrainz: a614bd07-7232-48dc-8a58-e06cd6132078
- Virtual International Authority File: 315586853
- WorldCat: E39PBJx4rhbgWmxT4mB9QkqPcP